# سیارک ۲۴۰۲۵
سیارک ۲۴۰۲۵ (به انگلیسی: 24025 Kimwallin، نامگذاری:1999RV164) بیست و چهار هزار و بیست و پنجمین سیارک کشف شده‌است که در ۹ سپتامبر ۱۹۹۹ کشف شد.
قدر مطلق سیارک برابر ۱۵.۵ است.